# 韦斯特胡克
韦斯特胡克（荷兰语，荷蘭語發音：[ˈʋɛstˌɦuk] ⓘ，法語發音：[wɛstuk]；荷兰语意为“西角”）是比利时和法国的一个地区，包括以下区域：
- 比利时韦斯特胡克（荷蘭語：Belgische Westhoek），包括西佛兰德省的迪克斯迈德区、伊珀尔区和弗尔讷区，其中包括弗尔讷、波珀灵厄、韦尔菲克、伊珀尔、德潘讷、朗厄马克-普尔卡佩勒、迪克斯迈德和库克拉勒等市镇。然而，德潘讷、科克赛德和尼乌波特这三个沿海市镇通常被认为是一个单独的地区，即比利时西海岸（荷兰语：Belgische Westkust）。
- 法国韦斯特胡克（法语：Westhoek français），大致相当于法国北部省敦刻尔克区，包括敦刻尔克、格拉沃利讷和阿兹布鲁克等城市，其为更大的法國法蘭德斯地区的一部分。